# Fernando Herrero Tejedor
Fernando Herrero Tejedor (Castellón de la Plana, 30 de agosto de 1920 - Adanero, 12 de junio de 1975) fue un político español, ministro-secretario general del Movimiento en el penúltimo Gobierno de Franco y fiscal del Tribunal Supremo entre 1965 y 1975.

## Biografía
Nació en Castellón de la Plana en 1920. Licenciado en Derecho por la Universidad de Valencia, ingresó, por oposición, en la carrera Fiscal.
Se casa en 1948 con Joaquina Algar Forcada, con la que tuvo seis hijos, entre ellos el periodista Luis Herrero-Tejedor Algar y Fernando Herrero-Tejedor Algar, fiscal de Sala del Tribunal Supremo.

### Trayectoria política
Mientras estudiaba Derecho en Valencia, ejerce diversos cargos en el Sindicato Español Universitario, SEU, el sindicato universitario de adscripción obligatoria durante el franquismo. Finalizada la carrera, fue nombrado Jefe del Servicio de Justicia y Derecho en la provincia de Castellón, para ser nombrado, poco después, subjefe provincial del Movimiento en dicha provincia.
En 1955 fue nombrado gobernador civil de Ávila. Durante el desempeño de este cargo conoce a Adolfo Suárez, a quien convierte en su secretario personal. Al año siguiente es nombrado gobernador civil de Logroño, haciéndose cargo en 1957 de la Delegación Nacional de Provincias de la Secretaria General del Movimiento. En este cargo se mantiene hasta febrero de 1961, fecha en la que es nombrado Vicesecretario General del Movimiento. En septiembre de 1965 y tras diversas luchas políticas con José Solís Ruiz abandona el puesto y es nombrado fiscal del Tribunal Supremo y, como tal, miembro del Consejo de Estado de España.
Es nombrado por Francisco Franco como ministro-secretario general del Movimiento el 4 de marzo de 1975, cargo que desempeña hasta su muerte. Nombró como vicesecretario a su mano derecha, Adolfo Suárez.
La posición de Herrero Tejedor fue bastante peculiar dentro del régimen, ya que se le tenía por falangista con claras conexiones con el Opus Dei, corrientes de pensamiento que se suponía enfrentadas. Fue considerado desde mediados de la década de 1960 como un político con futuro para el periodo posterior a la muerte de Franco y se le suponía próximo al entonces Príncipe de España.

### Fallecimiento
Fernando Herrero falleció en un accidente de automóvil el 12 de junio de 1975 en la localidad abulense de Adanero. El accidente tuvo lugar poco antes de las nueve de la noche cuando el coche oficial en el que viajaba el ministro, un Dodge 3700 GT, chocó contra un camión conducido por Germán Corral Gómez, que se saltó un ceda el paso en el cruce de la Nacional VI con la Carretera Nacional 403, en el kilómetro 108 de la Nacional VI, a las afueras de Adanero. Fernando Herrero volvía de realizar una visita oficial a Palencia, donde había presidido la inauguración de la Casa provincial del Movimiento en la localidad castellana. El conductor del vehículo oficial, Pablo Fernández Sánchez, sufrió heridas de carácter leve, mientras que el conductor del camión resultó ileso.